# Vild med dans-historie
|  | Sammenskrivningsforslag Artiklerne Vild med dans, Vild med dans-historie er foreslået sammenskrevet. (Siden oktober 2015) Diskutér forslaget |

Vild med dans er et underholdningsprogram, der bliver sendt fredag aften på TV-stationen, TV 2.
De to første sæsoner af programmet løb af stablen i 2005,[kilde mangler] de efterfølgende sæsoner havde som regel premiere i september, hvor finalen blev afviklet i november.

## Bundkarakter af dommerne
Tekst mangler, hjælp os med at skrive teksten

## Uenighed af dommerne

### 2006—2010
| Sæson | Uge | Rækkefølge        | Dans      | Musik                                | Tornsberg | Laxholm | Werner | Bendixen | Point |
| ----- | --- | ----------------- | --------- | ------------------------------------ | --------- | ------- | ------ | -------- | ----- |
| 6     | 2   | René & Luise      | Quickstep | "Chihuahua" — DJ Bobo                | 7         | 4       | 5      | 5        | 21    |
| 6     | 3   | Pernille & Thomas | Jive      | "Det var Inga og Katinka" — Gasolin' | 4         | 4       | 7      | 6        | 21    |

### 2011—2015
| Sæson | Uge | Rækkefølge        | Dans        | Musik                                                | Hübbe | Laxholm | Werner | Bendixen | Point |
| ----- | --- | ----------------- | ----------- | ---------------------------------------------------- | ----- | ------- | ------ | -------- | ----- |
| 8     | 3   | Patrick & Claudia | Quickstep   | "Diamonds Are a Girl's Best Friend" — Marilyn Monroe | 6     | 4       | 6      | 7        | 23    |
| 9     | 7   | Jeanette & Marc   | Rumba       | "Songbird" — Eva Cassidy                             | 6     | 5       | 7      | 8        | 26    |
| 10    | 2   | Thomas & Malene   | Cha-cha-cha | "LoveStoned/I Think She Knows" — Justin Timberlake   | 5     | 3       | 6      | 4        | 18    |
| 10    | 5   | Mads & Claudia    | Rumba       | "Kalder mig hjem" — Burhan G                         | 5     | 6       | 8      | 7        | 26    |
| 11    | 4   | Ditte & Morten    | Jive        | "Shake It Off" — Taylor Swift                        | 4     | 4       | 6      | 3        | 17    |
| 11    | 5   | Ditte & Morten    | Rumba       | "Så længe jeg lever" — John Mogensen                 | 6     | 7       | 8      | 5        | 26    |
| 12    | 3   | Katrine & Aslak   | Tango       | "Va Fangool" — Nephew                                | 3     | 1       | 1      | 4        | 9     |
| 12    | 3   | Patrick & Jenna   | Tango       | "Fever" — The Black Keys                             | 5     | 2       | 3      | 3        | 13    |